# Oswald Turnbull
Oswald Graham Noel Turnbull (Highgate, Gran Londres, Regne Unit de la Gran Bretanya i Irlanda, 20 de desembre de 1890 − Whitby, North Yorkshire, Regne Unit, 17 de desembre de 1970) fou un tennista britànic, guanyador d'una medalla d'or olímpica.

## Biografia
Va néixer el 20 de desembre de 1890 a la ciutat de Highgate, població situada actualment al Gran Londres, que en aquell moment formava part del Regne Unit de la Gran Bretanya i Irlanda i avui dia del Regne Unit.
Abans d'esclatar la Primera Guerra Mundial va treballar en l'empresa naviliera familiar. Durant la guerra va servir com a pilot i va guanyar la Creu Militar en la batalla del Somme.
Va morir a la seva residència de Whitby, població situada al comtat de North Yorkshire, el 17 de desembre de 1970.

## Carrera esportiva
Va participar, als 29 anys, en els Jocs Olímpics d'Estiu de 1920 realitzats a Anvers (Bèlgica), on aconseguí guanyar la medalla d'or en la competició de dobles masculins, fent parella amb Max Woosnam, en derrotar en la final olímpica els japonesos Ichiya Kumagae i Seiichiro Kashio. En aquests mateixos Jocs participà en la competició individual, on en ser eliminat a semifinals pel futur guanyador de la prova Louis Raymond. Turnbull decidí no presentar-se a la final pel tercer lloc, motiu pel qual li fou concedida la medalla de bronze directament a Charles Winslow. També participà en la prova de dobles mixts fent parella amb Winifred McNair, sent eliminats en primera ronda.
Entre el 1921 i el 2915 va abandonar la pràctica del tennis per dedicar-se al golf, llavors va tornar a dedicar-se al tennis. Va participar en la Copa Davis els anys 1921 i 1926, i guanyà el Campionat de Portugal els anys 1921 i 1928 en individuals.

## Jocs Olímpics

### Dobles masculins
| Any  | Campionat                      | Parella     | Oponents                        | Resultat           |
| ---- | ------------------------------ | ----------- | ------------------------------- | ------------------ |
| 1920 | Jocs Olímpics, Anvers, Bèlgica | Max Woosnam | Ichiya Kumagae Seiichiro Kashio | 6−2, 5−7, 7−5, 7−5 |